# Offensive du printemps 1945 en Italie
Campagne d'Italie,
Seconde Guerre mondiale
Batailles
Invasion de la Sicile
- Lampedusa
- Corkscrew
- Mincemeat
- Barclay
- Animals
- Chestnut
- Narcissus
- Fustian
- Ladbroke
- Gela
- Troina
- Centuripe

Invasion de l'Italie
- Baytown
- Avalanche
- Rome
- Slapstick
- Armistice de Cassibile
- Achse
- Naples
- Bombardement du Vatican
- Ligne Volturno
- Libération de la Corse
- Ligne Barbara
- Bombardement de Bari

Ligne Gustave
- Ligne Bernhardt
- Raincoat
- San Pietro Infine
- Rivière Moro
- Ortona
- Rivière Rapido
- Monte Cassino
- Shingle
- Cisterna
- Diadem
- Strangle
- Ligne Trasimene
- Libération de Rome
- Ancône
- Brassard

Ligne gothique
- Rimini
- Saint-Marin
- Gemmano
- Montecieco
- Monte Castello
- Garfagnana

Offensive du printemps 1945
- Tombola
- Bowler
- Roast
- Bologne
- Argenta Gap
- Herring
- Collecchio

Guerre civile italienne
L'offensive du printemps 1945 en Italie, dont le nom de code est l'opération Grapeshot, est l'œuvre de la Ve armée américaine et de la 8e armée britannique dans la plaine de Lombardie. Elle débute le 6 avril 1945 et se termine le 2 mai suivant avec la reddition des forces allemandes (groupe d'armées C) en Italie.

## Contexte historique
Les Alliés avaient lancé leur offensive majeure précédente, sur la Ligne gothique, en août 1944 avec la VIIIe armée britannique attaquant jusqu'à la plaine côtière de l'Adriatique et la Ve armée américaine à travers les montagnes des Apennins centraux. 
Bien qu'ils aient réussi à percer les défenses redoutables de la Ligne gothique, les Alliés ont échoué de peu à pénétrer dans les plaines de Lombardie avant l'hiver. Il fut donc décidé par le commandement allié de planifier une offensive dès le printemps, les conditions climatiques étant relativement hostiles en Lombardie durant l'hiver.

## Déroulement de l'offensive
L'offensive débuta le 6 avril 1945 et fut un véritable succès, les Alliés faisant face à une armée allemande exsangue et en pleine déroute sur tous les fronts. Malgré les 24 divisions allemandes présentes en Italie, la résistance s’effondre dès le 15 avril 1945. Les quelques unités de la République sociale italienne (RSI) sont encore plus démunies que les unités allemandes. Elle fut marquée par l'emploi massif de l'artillerie et de bombardiers par les Alliés.
Les Alliés percent d'abord dans le secteur est de la Ligne gothique face aux forces de montagne et aux parachutistes allemands. Rapidement, les Alliés percent jusqu'à La Spezia et atteignent Milan et le col du Brenner, coupant en deux les forces allemandes d'Autriche et d'Italie. La Wehrmacht ne tient plus qu'une mince bande de territoire allant de Turin, que les forces françaises des Alpes n'ont pu atteindre, tout en conservant Gênes et s'étendant jusqu'à la frontière suisse.
Du 9 au 21 avril 1945 eurent lieu de durs combats menés par le deuxième corps polonais qui s'achevèrent par la prise de Bologne.
Le 29 avril, le général von Vietinghoff signe l'acte de capitulation du groupe d'armées C qui prend effet le 2 mai suivant, mettant ainsi fin à la campagne d'Italie et précédant la fin de la Seconde Guerre mondiale en Europe le 8 mai 1945.